# فرشید سمیعی
فرشید هاشم سمیعی وکیل دادگستری و مدیر ورزشی اهل ایران است که به‌عنوان مدیرعامل باشگاه استقلال فعالیت میکرد.

## پیشینهٔ اجرایی
- معاون حقوقی و قراردادهای باشگاه استقلال
- سخنگوی باشگاه استقلال
- عضو هیئت مدیره باشگاه استقلال
- سرپرست مدیرعاملی و نایب رئیس هیئت مدیره باشگاه استقلال
- مدیرعامل باشگاه استقلال

## مدیریت استقلال
فرشید سمیعی در تاریخ ۱۹ مهر ۱۴۰۰، طی حکمی از سوی مصطفی آجرلو، مدیرعامل وقت باشگاه استقلال، به عنوان معاون حقوقی قراردادها و همچنین سخنگوی باشگاه استقلال منصوب شد و همچنین در دوران مدیرعاملی علی فتح‌الله‌زاده نیز ابقا شد. اما در ۱۹ اردیبهشت ۱۴۰۲ در دوران مدیریت حجت کریمی از هر دو سمت برکنار شد. در تاریخ ۲۴ تیر ۱۴۰۲، پس از انتصاب علی خطیر به عنوان مدیرعامل باشگاه استقلال، فرشید سمیعی به عنوان عضو حقوقدان دوباره وارد هیئت مدیره باشگاه استقلال شد.

### مدیرعاملی استقلال
پس از برکناری علی خطیر از مدیرعاملی باشگاه استقلال توسط هلدینگ خلیج فارس وی به عنوان سرپرست مدیرعاملی استقلال منصوب شد و در نهایت در تاریخ ۳۰ تیر ۱۴۰۳ به عنوان مدیرعامل استقلال معرفی شد.
وی پس از تغییرات مدیریتی در صنایع پتروشیمی خلیج فارس و روی کار آمدن مدیران جدید و هییت مدیره جدید در استقلال ،برکنار شد.